# Fuchs Dénes
Fuchs Dénes (Beregszász, 1886. június 28. – Budapest, 1947. június 17.) orvos, egyetemi magántanár, igazgató főorvos.

## Életpályája
Fuchs Mór beregszászi ügyvéd és Gutman Hermin fiaként született. Nagybátyja Fuchs Ignác, a budai Chevra Kadisa elöljárója.
A Beregszászi Állami Főgimnáziumban érettségizett (1896–1904), majd a Budapesti Tudományegyetem Orvostudományi Karának hallgatója lett (1904–1909). 1907/1908-ban az Általános Kór- és Gyógytani Intézet díjtalan gyakornoka volt. 1909 áprilisától a Kolozsvári Magyar Királyi Ferenc József Tudományegyetem Élet- és Kórvegytani Tanszékénél dolgozott tanársegédként. 1910 és 1913 szeptembere között a Korányi Sándor igazgatása alatt működő III. sz. Belgyógyászati Klinika díjtalan gyakornoka, 1914 októbere és 1922 között tanársegédje volt.
1912-ben elnyerte a Muraközi Rózsai-féle utaztató ösztöndíjat.
Az első világháború idején klinikai állása mellett honvéd-főorvos, a II. hadsereg egészségügyi bizottságának tagja és egyik tábori laboratóriumának vezetője, 1916 őszétől 1917 nyaráig a Kelet-Galíciában operáló IV. hadtest higiénikusa volt.
1923-ban kinevezték a Pesti Izraelita Hitközség Kórházának rendelő főorvosává, és megbízták a belgyógyászati rendelés vezetésével. 1933 márciusában a budapesti Pázmány Péter Tudományegyetemen a Fertőző betegségek, különös tekintettel leküzdésükre című tárgykörből magántanári képesítést nyert. 1941-ben kinevezték a Szeretetkórházban megüresedett belgyógyászati osztályos főorvosi állására. 1943-tól haláláig a Szeretetkórház igazgató főorvosa volt. Számos tudományos dolgozata jelent meg különböző hazai és külföldi szaklapokban.
Felesége Braun Margit (1900–1977) volt, dr. Braun Adolf és Schlesinger Irma lánya, akivel 1921. április 5-én Budapesten kötött házasságot. Lányuk dr. Blumenfeld Ernőné Fuchs Éva.
A Kozma utcai izraelita temetőben helyezték nyugalomra a Chevra Kadisa által adományozott díszsírhelyen.

## Művei
- A vizelet Cal/N quotiensének változásáról nagy vérveszteségek után. (Magyar Orvosi Archivum, 1909)
- Kísérletes vizsgálatok a vér mennyiségének befolyásáról az anyag és energia forgalmára. (Mathematikai és Természettudományi Értesítő, 1909, 27. kötet, németül: Pflügers Archiv, f. d. gesamte Physiol. Bd. 130.)
- Az éhezés hatása a formollal titrálható anyagok kiválasztására. (Mathematikai és Természettudományi Értesítő, 1911, 29. kötet)
- Vizsgálatok az adrenalinnak a respiratiós anyagcserére gyakorolt hatásáról. Róth Miklóssal. (Orvosi Hetilap, 1912, 12.)
- Az adrenalin hatása a légzésre. Róth Miklóssal. – A radiumemanatió hatása a légzési anyagcserére. Benczúr Gyulával. (Magyar Orvosi Archivum, 1912, 13.)
- Vizsgálatok az adrenalinnak a respiratiós anyagcserére gyakorolt hatásáról. Róth Miklóssal. (Orvosi Hetilap, 1913, 34.)
- A benzolnak az emberi szervezetben való elégési módjáról. Soós Aladárral. (Magyar Orvosi Archivum, 1916, 17.)
- Klinikai és serologiai tapasztalatok a kiütéses typhusról. (Orvosi Hetilap, 1916, 47–48.)
- Praktische Hygiene und Bekämpfung der Infektionskrankheiten im Felde. Wien, 1918
- A kiütéses typhus serologiai kórismézéséről és prophylaxisáról. (Orvosképzés, 1918, 10.)
- Epidemiológiai és serologiai tapasztalatok a paratyphusról. (Orvosi Hetilap, 1919, 31.)
- Adatok a terhességi fehérjevizelés ismeretéhez. Fekete Sándorral. (Orvosi Hetilap, 1923, 9.)
- A hypertensiós és hypotensiós állapotokról, tízezer poliklinikai beteg megfigyelése kapcsán. Benedek Jánossal. (Gyógyászat, 1930, 50–51.)
- Az álmok és az endokrin status viszonyáról. (Gyógyászat, 1933, 40.)
- Újabb fertőző megbetegedések. (Orvosképzés, 1934, 4.)

## Díjai, elismerései
- Ferenc József-rend lovagkeresztje hadiékítménnyel
- Signum Laudis
- Koronás arany érdemkereszt a vitézségi érem szalagján (1916)
- Vöröskereszt II. osztályú hadiékítményes díszjelvénye